# Carmen Villalobos
Carmen Villalobos (Barranquilla, 1983. július 13. –) kolumbiai színésznő. 
Telenovellák által vált népszerűvé, de játszott már színházi szerepet is.

## Élete és pályafutása
Gyermekkora óta szeretett volna színésznő lenni. Színész karrierjét a Canal Caracol csatornánál kezdte, majd színházban is fellépett. Később kolumbiai telenovellákban szerepelt. Leghíresebb sorozata a Csajok, szilikon, ez lesz a Paradicsom! volt 2008–2009-ben, amit 2010–2011-ben Magyarországon a Cool TV és a Sorozat+ csatorna sugárzott. A sorozat olyan témákat érintett, mint a szegénység, a prostitúció, a mellimplantátumok és a drogok. A színésznő igen komoly feltételeket szabott, hiszen egyik jelentben sem volt hajlandó meztelenre levetkőzni. A nagy sikerére való tekintettel a Telmundo 2 éves szerződést kötött vele. 2009-ben a People magazin Espanol listáján a legszebb ötven nő között szerepelt. Legújabb sorozatát, a Szívek iskoláját a FEM3 csatorna sugározta 2010. április 12-től. Ebben Alexandra Garciát játszotta, és együtt szerepelt benne kedvesével, Juan Sebastián Caicedóval, aki szintén színész. Vele 2008 óta alkotnak egy párt.
20101-ben szerepet vállalt a Hol van Elisa? és a Szemet szemért című telenovellákban, majd 2011-ben a A dél királynője című telenovella ajánlata alapján vállalt további szerepet, majd szerepelt a Yo amo a Paquita Gallegóban is, ami a régi telenovellának a feldolgozása. Emiatt a szerep miatt 2011-ben Miamiba kellett utaznia. Magyarországon is elkezdték vetíteni a Szalamandra című sorozatát 2012. október 1-jétől az RTL II csatornán. 2013-ban elvállalta a kolumbiai Veet felkérését egy reklámszerep erejéig, melyben népszerűsíti a terméket. Legújabb sorozatának, a Made in Cartagenának 2013. március 11-én volt a premierje a TVN Panama spanyol tévéadón, ahol Miguel de Miguel színésszel játszik főszerepet. 2013. április 15-én debütált a Telmundo csatornán az El Señor de los Cielos szappanopera, ebben Leonort, a rendőrnőt alakította. 2014. április 24-én részt vett a Latin Billboard Awardson.

## Filmográfia
| Év   | Cím                                          | Eredeti cím                 | Szerep                             |
| ---- | -------------------------------------------- | --------------------------- | ---------------------------------- |
| 1999 | Club 10                                      | Club 10                     | Abi                                |
| 2003 |                                              | Amor a la plancha           | Ernestina 'Nina' Pulido            |
| 2004 |                                              | Dora, la celadora           | Catalina Urdaneta                  |
| 2005 | Az égiháború                                 | La tormenta                 | Trinidad 'Trini' Ayala             |
| 2006 | Szerelempiac                                 | Amores de mercado           | Beatriz 'Betty' Gutiérrez          |
| 2007 | Senki nem örökkévaló a világban              | Nadie es eterno en el mundo | Karen                              |
| 2008 | Csajok, szilikon, ez lesz a Paradicsom!      | Sin senos no hay paraíso    | Catalina Santana                   |
| 2009 | Szívek iskolája                              | Niños ricos, pobres padres  | Alejandra Paz                      |
| 2010 | Szemet szemért                               | Ojo por ojo                 | Nadia Monsalve                     |
| 2011 | Szalamandra                                  | Mi corazón insiste          | Lola Volcán                        |
| 2013 |                                              | Made in Cartagena           | Flora María Díaz                   |
| 2013 |                                              | El Señor de los Cielos      | Leonor Ballesteros / Claudia Rojas |
| 2014 |                                              | El Señor de los Cielos 2.   | Leonor Ballesteros / Claudia Rojas |
| 2016 | Csajok, szilikon – Nem ettől lesz Paradicsom | Sin senos sí hay paraíso    | Catalina Santana                   |